# Toyota Yaris II
Toyota Yaris er en minibil produceret af Toyota Motor. Denne artikel omhandler den anden modelgeneration, som var i produktion fra august 2005 til juli 2011.

## Historie
Anden generation af Yaris kom på det europæiske marked i slutningen af 2005. Der blev investeret i et ændret design og forbedret sikkerhed. I Euro NCAP's kollisionstest i oktober 2005 fik Yaris II med 35 point for voksensikkerhed de maksimale fem stjerner; for børnesikkerhed kun 34 point hhv. tre stjerner. Sedanversionen, som ikke markedsføres i Europa, hedder Toyota Belta.
Yaris II har en større kabine end forgængeren. Modellen findes med benzinmotorer på 1,0 liter med 51 kW (69 hk) og 1,3 liter med 64 kW (87 hk) og en dieselmotor (D-4D) på 1,4 liter med 66 kW (90 hk). De højere udstyrsniveauer hedder i årgang 2009 Cool, Sol og Executive.
I starten af 2009 fik Yaris et facelift.

## Udstyr
Standard er to front- og sideairbags, gardinairbags (Curtain Shield) fortil og bagtil samt knæairbag ved førerpladsen, ABS med elektronisk bremsekraftfordeling (EBD, Electronic Brake-force Distribution), servostyring, el-justerbare sidespejle, cd-afspiller med fire højttalere og 60/40 delt bagsæde, som kan justeres 15 cm i længderetningen. De første basismodeller har ikke højdejusterbart førersæde og el-ruder.
- Modellen Luna har blandt andet fjernbetjent centrallåsesystem, skivebremser bagtil med elektronisk stabilitetsprogram (VSC, Vehicle Stability Control) inklusiv antispinregulering (TRC, Traction Control), el-ruder og større dæk (185/60 R 15 i stedet for 165/70 R 14).
- Modellen Cool har fjernbetjent centrallåsesystem, klimaanlæg og større dæk (185/60 R 15 i stedet for 165/70 R 14), fra starten af 2009 i forbindelse med 1,33 l-motoren også start/stop-system (også i Sol og Executive).
- Modellen Sol (2005−2009) har desuden højdejusterbart førersæde, længdejusterbart rat med audiobetjeningselementer, opvarmelige sidespejle, cd-radio med mp3-afspiller, klimaanlæg og ekstra fralægningsrum. Kun Sol-modellen har desuden VSC med TRC som standardudstyr.
- Modellen Life afløste fra 16. januar 2010 Sol-modellen og har som standard automatisk klimaanlæg og analogt kombiinstrument.[4]
- Yaris Executive har automatisk klimaanlæg, nøglefri døråbning hhv. -lukning og motorstart med start/stop-knap (Smart Key-system), opvarmelige sidespejle, på femdørsmodellen også el-ruder bagtil, alufælge, tågeforlygter og Bluetooth.

### Yaris TS
Sportsversionen Yaris TS kom på markedet den 13. januar 2007 og er udstyret med en nyudviklet 1,8-liters benzinmotor med variabel ventilstyring og 98 kW (133 hk).

## Motorer
Yaris II findes med fire benzinmotorer på 1,0 liter med 51 kW (69 hk), 1,3 liter med 64 kW (87 hk) og 1,33 liter med 74 kW (101 hk). Til topmodellen Yaris TS findes der en 1,8-litersmotor med 98 kW (133 hk) og som dieselmotor en 1,4 D-4D-motor med 66 kW (90 hk). 1,0-litersmotoren blev kåret til Engine of the year i årene 2007 til 2010. For at kunne opfylde Euro 5-normen blev 1,33 Dual VVT-i-motoren modificeret i 2011, så ydelsen faldt til 73 kW (99 hk). I Schweiz kunne Yaris TS Bemani fra marts 2009 købes hos enhver Toyota-forhandler. Dens 1,8-litersmotor yder ved hjælp af en kompressor 158 kW (215 hk) og har et maksimalt drejningsmoment på 270 Nm ved 4800 omdr./min.
| Model              | Slagvolume | Cylindre | Effekt                              | Drejnings- moment               | Gearkasse                                  | Bygge- periode  |
| ------------------ | ---------- | -------- | ----------------------------------- | ------------------------------- | ------------------------------------------ | --------------- |
| Benzinmotorer      |            |          |                                     |                                 |                                            |                 |
| 1.0 VVT-i          | 998 cm³    | 3        | 51 kW (69 hk) ved 6000 omdr./min.   | 93 Nm ved 3600 omdr./min.       | 5-trins manuel                             | 2005–2011       |
| 1.3 VVT-i          | 1298 cm³   | 4        | 64 kW (87 hk) ved 6000 omdr./min.   | 121 Nm bved4200 omdr./min.      | 5-trins manuel eller 5-trins automatisk    | 2005–2008       |
| 1.33 Dual VVT-i    | 1329 cm³   | 4        | 73 kW (99 hk) ved 6000 omdr./min.   | 128 Nm ved 3800 omdr./min.      | 6-trins manuel eller 6-trins automatisk    | 09/2010–2011    |
| 1.33 Dual VVT-i    | 1329 cm³   | 4        | 74 kW (101 hk) ved 6000 omdr./min.  | 132 Nm ved 3800 omdr./min.      | 6-trins manuel eller 6-trins automatisk    | 2009–09/2010    |
| 1.8 TS VVT-i       | 1798 cm³   | 4        | 98 kW (133 hk) ved 6000 omdr./min.  | 173 Nm ved 4400 omdr./min.      | 5-trins- eller (kun import) 6-trins manuel | 01/2007–01/2009 |
| 1.8 TS Bemani (CH) | 1798 cm³   | 4        | 158 kW (215 hk) ved 6000 omdr./min. | 270 Nm ved 4800 omdr./min.      | 6-trins manuel                             | 03/2009–2010    |
| Dieselmotor        |            |          |                                     |                                 |                                            |                 |
| 1.4 D-4D           | 1364 cm³   | 4        | 66 kW (90 hk) ved 3800 omdr./min.   | 190 Nm ved 1800–3000 omdr./min. | 5-trins manuel eller 5-trins automatisk    | 2006–2009       |

## Billeder
- Bagfra
- Toyota Yaris tredørs (2006–2009)
- Toyota Vitz (2005–2009, kun i Japan)
- Toyota Yaris TS
(2007–2009)
- Toyota Vios (2007–2011, ikke i Europa)
- Bagfra
- Toyota Yaris (2009–2011)
- Bagfra

## Sikkerhed
Det svenske forsikringsselskab Folksam vurderer flere forskellige bilmodeller ud fra oplysninger fra virkelige ulykker, hvorved risikoen for død eller invaliditet i tilfælde af en ulykke måles. I rapporterne Hur säker är bilen? er/var Yaris i årgangene 2005 til 2011 klassificeret som følger:
- 2011: Som middelbilen[5]
- 2015: Som middelbilen[6]
- 2017: Som middelbilen[7]
- 2019: Mindst 20 % bedre end middelbilen[8]

## Efterbygning
Fra foråret 2011 blev Yaris II med mindre modifikationer solgt i Europa som Daihatsu Charade, indtil mærket Daihatsu i januar 2013 forsvandt fra det europæiske marked.